# Вишнівка (Коломийський район)
Вишні́вка — село Заболотівської селищної громади Коломийського району Івано-Франківської області. До 2020 року входила до Снятинського району.

## Історія
Засноване в 1777 році.
Після кривавого захоплення Галичини в 1919 році польська адміністрація почала заселення мазурами — на 23.10.1921 було розселено 30 родин (109 осіб), яким надано 364 морги поля.
Церкву Святого Архистратига Михаїла збудували у 1994 році.

## Населення

### Мова
Розподіл населення за рідною мовою за даними перепису 2001 року:
| Мова       | Кількість | Відсоток |
| ---------- | --------- | -------- |
| українська | 100       | 98.04%   |
| російська  | 1         | 0.98%    |
| румунська  | 1         | 0.98%    |
| Усього     | 102       | 100%     |

## Географія
У селі бере початок річка Орелець, ліва притока Пруту.

## Відомі люди
Народився і похований Анатолій Васильович Василик (29.05.1994 — 23.07.2016) — навідник гармати у складі 10-ї окремої гірсько-штурмової бригади Збройних Сил України, загинув на полі бою під с. Богоявленка Мар'їнського району Донецької області, героїчно захищаючи Україну від російських окупантів.